# Franz Gribitz
Franz Gribitz (* 2. Oktober 1894 in Wien; † 13. März 1969 ebenda) war ein österreichischer Journalist, Bühnenschriftsteller und Drehbuchautor.

## Leben und Wirken
Gribitz hat sich frühzeitig schriftstellerisch betätigt. Bereits während des Ersten Weltkriegs begann er Chansons zu verfassen und schrieb gleich nach Kriegsende als Redakteur Texte für Wiener Presseerzeugnisse wie das humoristische Wochenblatt Die Muskete sowie für Jugend- und Monatszeitschriften. Daneben betätigte er sich auch als Stückeautor, so beispielsweise bei Das Glück wohnt nebenan, Herz modern möbliert, Eva im Abendkleid und Die Gräfin Soundso, von denen einige auch verfilmt wurden. Als Co-Autor zeichnete Gribitz 1932 auch für die Operette Mädel aus Wien verantwortlich.
Während des Zweiten Weltkriegs wurde Franz Gribitz auch intensiv beim Film beschäftigt; so beteiligte sich der gebürtige Wiener bis 1945 vor allem an den Drehbüchern für humorige Geschichten von und mit Theo Lingen. Kurz vor Kriegsende war Gribitz auch an Willi Forsts in Prag entstandenem Farbfilmgroßprojekt Wiener Mädeln beteiligt. Auch nach dem Krieg blieb Gribitz dem Lustspielhaften verbunden und beteiligte sich an Filmmanuskripten zu österreichischen wie bundesdeutschen Produktionen, von denen allerdings keine einzige künstlerische Bedeutung besitzt.

## Filmografie (komplett)
- 1941: Was geschah in dieser Nacht?
- 1942: Liebeskomödie
- 1942: Johann
- 1943: Tolle Nacht
- 1943: Die goldene Fessel
- 1943: Das Lied der Nachtigall
- 1944: Es fing so harmlos an
- 1944/49: Liebesheirat
- 1944/49: Wiener Mädeln
- 1948: Hin und her
- 1950: Pikanterie
- 1950: Erzherzog Johanns große Liebe
- 1951: So ein Theater! (Gangsterpremiere)
- 1951: Die Dubarry
- 1952: Alle kann ich nicht heiraten
- 1953: Hollandmädel
- 1955: Sonnenschein und Wolkenbruch
- 1956: …und wer küßt mich? (Ein Herz und eine Seele)
- 1957: Der müde Theodor
- 1957: Weißer Holunder
- 1958: Eine Reise ins Glück
- 1960: Es fing so harmlos an (Fernsehfilm)
- 1961: Geld sofort (Kurzfilm, Datierung unsicher)